# Línea 338 (Buenos Aires)
La línea 338 es una línea de colectivos del Área Metropolitana de Buenos Aires y La Plata. Une esta última con Florencio Varela, Lomas de Zamora, La Matanza, Morón, Hurlingham, General San Martín y San Isidro. El recorrido entre terminales es de unos 120 km, y dura entre 3:30 y 5 horas.
La propietaria y también operadora de la línea fue Transporte Automotor La Plata S.A. hasta julio de 2024 donde es vendida al grupo Unión Platense S.R.L.

## Historia
La línea 338 se origina durante de la década de 1940, en una concesión de la Dirección Provincial del Transporte, fue operada por varios años por la Cía. Colectiva Costera Criolla, y por eso mucha gente aún la conoce con el nombre de “la Costera”.
Durante la década de 1950 fue operada por Expreso la Reconquista, y desde la década de 1960 hasta la actualidad por Transporte Automotor La Plata S.A.

## Ramales

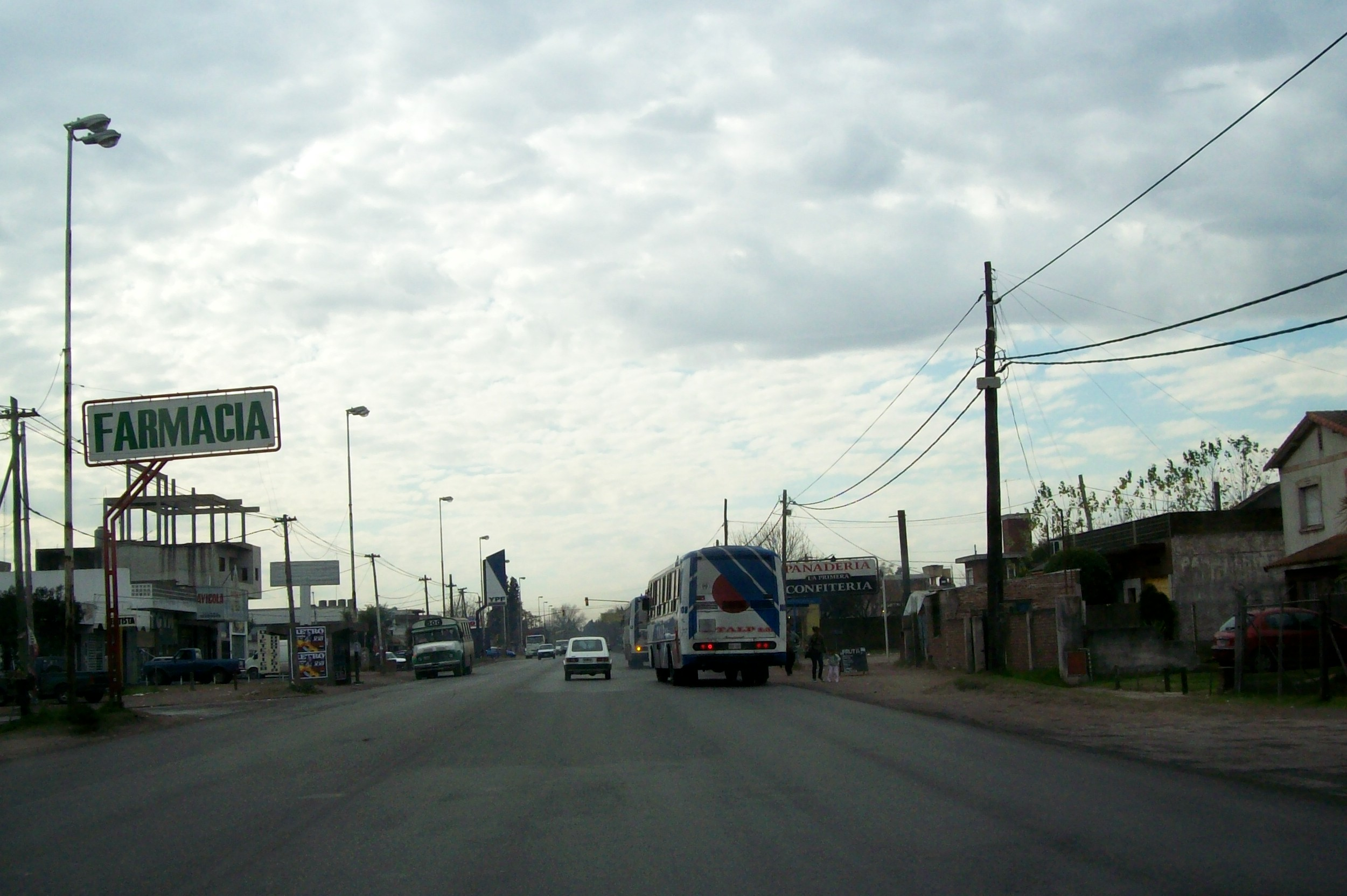
Micro circulando en la RP4 en Villa La Florida (partido de Quilmes)

- San Isidro – Cruce Lomas por Hurlingham
- San Isidro – Cruce Lomas por Camargo
- Morón – La Plata por Pasco
- Morón – La Plata por Ruta 4
- Morón – La Plata por Ruta 4 y Camino Centenario
- SemiRápido: San Isidro - Morón por Camino del Buen Ayre y Hurlingham (Días hábiles, servicio reducido)

Servicios desde La Plata hasta Cruce Varela, San Justo.

## Suspendidos a partir de agosto de 2024
- San Isidro - La Plata por Pasco
- San Isidro - La Plata por Ruta 4
- San Isidro - La Plata por Ruta 4 y Camino Centenario
- San Isidro - San Justo por Camargo (Servicio reducido)
- San Justo - La Plata por Adrogué (Servicio reducido)
- SemiRápido: San Isidro - San Justo por Camino del Buen Ayre (Días hábiles, servicio reducido)

## Recorridos
Los dos principales ramales de esta línea tienen dividido su recorrido en las siguientes secciones:
- Ramal Ruta 4: Cabecera 17 y 71, Terminal de Micros, Arco del Parque Pereyra Iraola, Alpargatas, Cruce Varela, Rotonda del Vapor (Burzaco), Rotonda de Llavallol, Cruce de Lomas, La Tablada, San Justo, Morón, Hurlingham, Ruta 8 y Cabecera San Isidro.

- Ramal Pasco: ídem anterior hasta Cruce Varela, Rotonda de Pasco (RP 49), Temperley, Lomas de Zamora, Cruce de Lomas, continuando por los mismos hitos hasta San Isidro.

## Combinación con estaciones
La línea 338 tiene varias combinaciones con diferentes estaciones de ferrocarril. A continuación se nombran dichas estaciones:
- Línea Mitre
  - San Isidro
  - José León Suárez
- Línea Belgrano Norte
  - Boulogne Sur Mer
- Línea Urquiza
  - Pablo Podestá
  - Rubén Darío
  - Ejército de los Andes
  - Juan B. de La Salle
- Línea San Martín
  - Hurlingham
- Línea Sarmiento
  - Morón
- Línea Belgrano Sur
  - Mendeville
- Línea General Roca
  - Apeadero Juan XXIII
  - Lomas de Zamora
  - Temperley
  - Burzaco
  - City Bell
  - Gonnet
  - La Plata